# Ebba Heckscher
Ebba Susanna Marcella Heckscher, född Westberg 16 januari 1874 i Boden, död 3 april 1960 i Stockholm, var en svensk socialt engagerad lärarinna. Dikter av Heckscher har tonsatts av Alice Tegnér, bland annat i Sjung med oss, Mamma! Heckscher översatte också Charles Wharton Storks dikt till 300-årsjubileet av Nya Sveriges grundande, som hade tonsatts av Alice Tegnér.

## Biografi
Heckscher föddes 1874 i Boden, med efternamnet Westberg. Hennes far, P. G. Westberg, var postmästare i Hedemora; hennes mor hette Susanna Lindh. 1907 gifte hon sig med Eli Heckscher, professor i nationalekonomi.
Heckscher hade examen från Högre lärarinneseminariet i Stockholm. Mellan 1896 och 1907 var hon lärarinna vid Djursholms samskola. På uppdrag av Flick- och samskoleföreningen reste hon 1905 i Tyskland och Schweiz för att studera barnpsykologi. Mellan 1909 och 1911 var hon ledamot av styrelsen för Centralförbundet för Socialt Arbete (CSA) och mellan 1922 och 1923 var hon ordförande i Svenska Kvinnors Medborgarförbund i Stockholm.
Under hennes tid vid Djursholms samskola var Natanael Beskow rektor vid skolan, där även Erik Axel Karlfeldt, Alice Tegnér och Ernst Beckman undervisade och verkade. På så vis knöt hon vänskapsband inom högt uppsatta politiska och kulturella kretsar, och under sitt liv umgicks hon nära med bland andra Elsa Beskow, Signe von Koch, Johanna Cassel och Tegnér.
Efter äktenskapet med Eli Heckscher avslutade hon sin anställning för att ägna sig åt hemmet och familjen, men hon fortsatte att underhålla sina vänskapsband, och anordnade klubbaftnar för högläsning och diskussion under stora delar av sitt liv med sin vänskapskrets. Hon publicerade under sin livstid verk som Samhällets barnavård (1906) och Några drag ur den svenska flickskolans historia (1914). Den förstnämnda var en av 12 reformskrifter som gavs ut av CSA:s fattigvårdskommitté, och fick i den egenskapen mycket uppmärksamhet. Hon skrev också återkommande artiklar i tidningar och tidskrifter, och emellanåt även dikter, bland annat i Social Tidskrift.
Vid 300-årsjubileet av grundandet av Nya Sverige 1938 skrevs en dikt av Charles Wharton Stork på engelska. Denna dikt tonsattes av Alice Tegnér, och dikten översattes till svenska av Ebba Heckscher. Syftet var inte minst att sprida denna tonsatta dikt i svenskbygder i USA. Dikter av Heckscher har också tonsatts av Tegnér, och finns tryckta i Sjung med oss, Mamma!
Hon var mor till Gunnar Heckscher.